# Dolichopentas
Dolichopentas es un género con cuatro especies de plantas con flores perteneciente a la familia Rubiaceae.
Es nativo del África tropical.

## Taxonomía
El género fue descrito por Comm. ex Vent. y publicado en Taxon 56(4): 1075–1076. 2007.

## Especies
- Dolichopentas decora (S.Moore) Kårehed & B.Bremer, Taxon 56: 1075 (2007).
- Dolichopentas liebrechtsiana (De Wild.) Kårehed & B.Bremer, Taxon 56: 1076 (2007).
- Dolichopentas lindenioides (S.Moore) Kårehed & B.Bremer, Taxon 56: 1076 (2007).
- Dolichopentas longiflora (Oliv.) Kårehed & B.Bremer, Taxon 56: 1076 (2007).